# Культура Византии

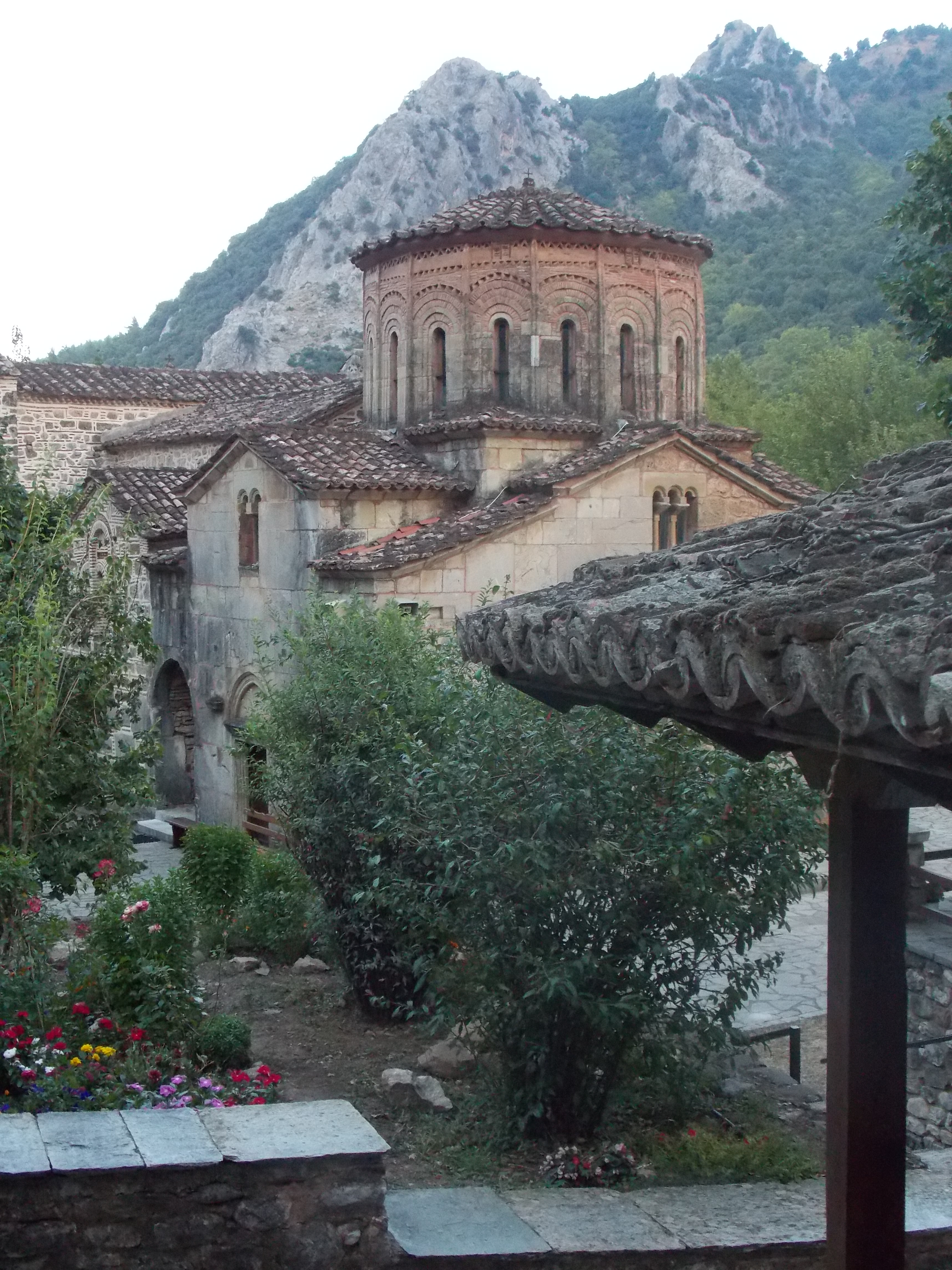
Порта Панагия, византийская церковь XIII века, Греция.

Византийская культура — исторический этап развития европейской культуры эпохи Средневековья; оригинальная культура, сложившаяся после распада Римской империи на Западную и Восточную.
Культура Византии наследница культуры Древней Греции, в то же время вобрала в себя много из культур восточных народов, населявших территории Византии. Охватывает собой период существования Византии от основания Константинополя в 330 году и до захвата Османской империи, однако не имеет четких хронологических и территориальных границ. До основания Византийской империи зачатки будущего её искусства формировались в раннем христианстве.
Большое культурное значение имел период правления императоров от Василия I Македонянина до Алексея I Комнина (867—1081). Существенные черты этого периода истории заключаются в высоком подъёме византинизма и в распространении его культурной миссии на юго-восточную Европу. Трудами знаменитых эллинистов и византийцев-фессалоникийцев Кирилла и Мефодия появилась славянская азбука — глаголица, что привело к возникновению у славян собственной письменной литературы. Патриарх Фотий положил преграды притязаниям римских пап и теоретически обосновал исконное право Константинополя на церковную независимость от Рима (см. Разделение церквей).
В научной сфере этот период отличается необыкновенной плодовитостью и разнообразием литературных предприятий. В сборниках и обработках этого периода сохранился драгоценный исторический, литературный и археологический материал, заимствованный от утраченных теперь писателей.
После 1456, когда империя была уничтожена турками, традиции византийского искусства продолжали свое существование на Руси, на территории современных Греции, Румынии, Сербии, Грузии, Болгарии.

## Хронология
В истории византийской культуры выделяют следующие периоды:
предыстория — до VI века;
1) от VII до X столетия;
2) от XI до падения Константинополя.

## Бытовая культура
Вся жизнь византийского общества характеризуется сочетанием архаичных позднеантичных черт с христианской религиозностью. Христианство, в его византийской (позже была названа православной) форме, имело безоговорочное влияние на повседневную жизнь каждого византийца. Это влияние ощущалось во всех сферах — от жизни государственного, публичного к интимно-семейному. Постоянное выражение религиозности было неотъемлемой частью византийского быта. В этом византийское общество было подобно другим средневековым европейским обществам.
Несмотря на первоочередную роль христианской религиозности в византийской жизни, античные влияния оставались достаточно значительными в течение всего времени существования Византийской империи. Античные тенденции имели значительное влияние на византийское семейное право, особенно в ранневизантийский период. Их можно увидеть даже в сфере развлечений. Самым популярным видом развлечений среди византийцев были спектакли на ипподроме, что является непосредственным наследием римского времени. Византийцы считали себя прямыми наследниками Римской империи и называли себя ромеями, то есть римлянами. Идеологическая направленность на имперский универсализм сильно отразилась в сознании византийского общества и одновременно требовала у него постоянного внимания к своему античному прошлому, хотя часто и переосмысленному через призму христианства.
Другим фактором влияния, сыгравшим большую роль в формировании византийского быта, было влияние восточное. Это влияние было неизбежным, так как фактически наиболее значимыми были именно азиатские владения империи. Постоянный контакт в военной или торговой форме с восточными народами не мог не привести к восточному влиянию на различные сферы жизни и культуры византийцев.